# Marcel Musters
Marcel Musters (Tilburgo, 6 de junho de 1959) é um ator holandês. Em 2019, ganhou o prêmio Bezerro de Ouro por seu papel no filme God Only Knows dirigido por Mijke de Jong.

## Carreira
Musters começou sua cerreira de ator na companhia de teatro Mugmetdegouden da qual foi um dos fundadores. Ele desempenhou papéis em várias séries de televisão e filmes, incluindo Oud Geld, Hertenkamp, Vuurzee, De Dominee e Zwartboek. Entre 2006 e 2008, interpretou Jim na série de televisão Keyzer & de Boer Advocaten do canal NCRV e KRO. Em 22 de janeiro de 2009, foi anunciado no elenco da série dramática Gooische Vrouwen, como o novo par romântico de Claire van Kampen (Tjitske Reidinga). No final de 2010 integrou o elenco da adaptação cinematográfica de Dik Trom como o pai Trom.
Musters sofreu um esgotamento em 2019 e posteriormente decidiu parar de atuar. O filme God Only Knows, pelo qual recebeu o Bezerro de Ouro de Melhor Ator, foi seu último papel.

## Filmografia parcial
- 1990: Crocodiles in Amsterdam
- 1996: Laagland
- 2004: The Preacher
- 2005: Offers
- 2010: Dik Trom
- 2019: God Only Knows